# São Ciríaco nas Termas de Diocleciano (título cardinalício)
São Ciríaco nas Termas de Diocleciano (em latim: Sancti Ciriaci in Thermis) foi um título cardinalício que foi suprimido pelo Papa Sisto V em 13 de abril de 1587, quando foi substituído pelo de Santos Ciríaco e Julita. Sua Igreja titular era a San Ciriaco alle Terme di Diocleziano.

## História
Padres do titulus de San Ciriaco aparecem entre os signatários dos sínodos de Roma de 499 e 595. Ela também é mencionada no Liber Pontificalis, numa bula do papa Paulo I de 4 de julho de 761 e em outros documentos dos século XI e XIV. Num catálogo de igrejas de Roma de 1492, ela já aparece como estando abandonada. Segundo Onofrio Panvinio , o título foi transferido da arruinada igreja para Santi Quirico e Giulitta pelo papa Sisto IV e no catálogo de 1555, ela é chamada de S. Cyriaci in Thermis, alias Quirici et Iulitae regione Montium prope palatium Nervae.

## Titulares protetores
- Martinho e Epifânio (mencionados em 499)[2]
- Aventino (mencionado em 595)
- Constantino (mencionado em 721)[3]
- Procópio (antes de 743 - depois de 745)[4]
- Sassolo (mencionado em 761)[5]
- Leão (mencionado em 853)[6]
- Maio (mencionado em 869)[7]
- Marino (? - 942, eleito papa com o nome de Marinho II)
- João (mencionado em 1068 ou 1069)
- Crisóstomo (1099 - cerca 1105)
- Domnizzone (ou Domnizo) (1105 - antes de 1117)
- Crisógono (cerca 1117 - cerca 1122)
- Oderísio, O.S.B. (1122 - 1126)
- Rústico (1128- antes de 1142)
- Niccolò (1143 - 1151 ?)
- Giovanni Domenico Trinci (1213 ? - 1219 ?)
- Riccardo di Montecassino, O.S.B. Cas. (1255 ? -1263)
- Etienne de Suisy (1305 - 1311)
- Guillaume Teste (1312 - 1326)
- Bernard d'Albi (1338 - 1349)
- Niccolò Caracciolo Moschino, O.P. (1378 - 1389)
  - Giovanni Piacentini (1387 - 1404), pseudocardeal do antipapa Clemente VII
- Cristoforo Maroni (1389 - 1404)
- Mateus de Cracóvia (ou Ciaconiani) (1408 - 1410)
- Jan Železný, O. Praem. (1426 - 1430)
- Dénes Szécsi (1440 - 1465)
- Thomas Bourchier (1468 - 1486)
- Bernardino Lonati; diaconia pro hac vice (1493 - 1497)
- Pietro Isvalies (ou Isuales, ou Isuali, ou Isuagles, ou Suaglio) (1500 - 1507); in commendam (1507 - 1511)
- Scaramuccia Trivulzio (1517 - 1527)
- Agostino Spinola (1527 - 1534)
- Francesco Corner (1534 - 1535)
- Giacomo Simonetta (1535 - 1537)
- Girolamo Aleandro (1538 - 1538)
- Pietro Bembo, O.S.Io.Hier.; diaconia pro hac vice (1539 - 1542)
- Pomponio Cecci (1542 - 1542)
- Gregorio Cortese, O.S.B. Cas. (1542 - 1548)
- Bernardino Maffei (1549 - 1553)
- Giovanni Andrea Mercurio (1553 - 1560)
- Ludovico Simonetta (1561 - 1566)
- Giovanni Francesco Commendone; diaconia pro illa vice (1566 - 1573 ?); (1573 ? - 1574)
- Pedro de Deza Manuel (1580 - 1584)
  - Título suprimido em 1587